# Short Stack
Short Stack ist eine australische Rockband.

## Bandgeschichte
Die Mitglieder von Short Stack stammen aus der nördlich der Metropole Sydney gelegenen Kleinstadt Budgewoi. Sie besuchten alle die Hunter Performing Arts High School in Newcastle und beschlossen 2005 ohne viel Vorbereitung am Nachwuchsbandwettbewerb Youthrock von New South Wales teilzunehmen. Nachdem sie sang- und klanglos ausgeschieden waren, bereiteten sie sich ernsthaft vor und sammelten Erfahrung mit regelmäßigen Auftritten in Newcastle, um im Jahr darauf erneut anzutreten. Diesmal belegten sie Platz 3 und konnten auch die Aufmerksamkeit eines Indie-Labels gewinnen.
Danach nutzten sie für sich die Möglichkeiten des Internets und neben der MySpace-Seite starteten sie ein Videoblog inspiriert von den Reality-Shows bei MTV und anderen Sendern. Ihre selbstgedrehte Serie Short Stack TV erfreute sich großer Beliebtheit und erreichte hohe Zugriffszahlen. Auf dem YouTube-Channel veröffentlichten sie auch selbstgemachte Videos zu den selbstgeschriebenen Songs Sway Sway Baby, das mit einer Handykamera gefilmt worden war, und zu Drop Dead Gorgeous, das auch von den Musiksendern MTV, Video Hits und Channel V gespielt wurde und auf den Play- und Wunschlisten weit oben stand. Daraufhin drehten sie auch eine Short-Stack-TV-Folge exklusiv im Auftrag von MTV.
Mit einem Plattenvertrag ausgestattet traten sie bei Bands wie Good Charlotte, McFly und Simple Plan im Vorprogramm ihrer Australienkonzerte auf – dazwischen machten sie auch noch ihre Schulabschlüsse – und gaben eigene Konzerte in den drei Großstädten an der Ostküste, bevor sie Ende September 2008 ihre Debütsingle Shimmy a Go Go veröffentlichten. Sie kam in den australischen Charts bis auf Platz 31. Ende des Jahres wurden sie von Channel V als Oz Artist of the Year ausgezeichnet (Zuschauer-Internetwahl). Anfang 2009 folgte die Princess-Ball-Tour, eine weitere kleine Ostküsten-Promotiontour mit ausverkauften Konzerten.
Die zweite Single Princess verpasste im Frühjahr 2009 nur knapp die Top 10. Zu der Zeit arbeiteten sie auch schon an ihrem Debütalbum Stack Is the New Black. Bevor es erschien, wurde ihr erster Internetsong Sway Sway Baby als reguläre Single veröffentlicht. Sie stieg auf Platz 2 der Charts ein. Das Album erreichte sogar die Chartspitze, fiel allerdings auch nach vier Wochen bereits wieder aus den Album-Top-50.
Bereits im Dezember veröffentlichten Short Stack eine EP mit neuen Songs. Der Titelsong war ein weiterer Top-10-Hit. Bis zum zweiten Album dauerte es dann fast ein Jahr. Im November 2010 erschien This Is Bat Country, das ebenso wie die Single Planets den Erfolg des ersten Albums mit weiteren Top-10-Platzierungen bestätigte.
Am 29. März 2012 gaben Short Stack ihre Trennung bekannt, nach zwei Jahren kamen sie aber wieder zusammen und veröffentlichten eine weitere Single mit dem Titel Television.

## Diskografie
Alben
- 2009: Stack Is the New Black (Sunday Morning Records)
- 2010: This Is Bat Country (Sunday Morning Records)
- 2015: Homecoming (Mercury)
- 2022: Maybe There’s No Heaven (UNFD)

EPs
- 2015: Dance with Me (Mercury)

Singles
- 2008: Shimmy a Go Go (Sunday Morning Records)
- 2009: Princess (Sunday Morning Records)
- 2009: Sway Sway Baby (Sunday Morning Records)
- 2009: Sweet December (Sunday Morning Records)
- 2010: Planets (Sunday Morning Records)
- 2010: We Dance to a Different Disco, Honey
- 2011: Heartbreak Made Me a Killer (Sunday Morning Records)
- 2011: Bang Bang Sexy
- 2014: Television
- 2021: Burn You Down (UNFD)
- 2021: Live 4 (UNFD)
- 2023: Shotgun Wedding
- 2023: IDGAF